# Combretum confusum
Combretum confusum är en tvåhjärtbladig växtart som beskrevs av Elmer Drew Merrill och Rolfe. Combretum confusum ingår i släktet Combretum och familjen Combretaceae. Inga underarter finns listade i Catalogue of Life.